# Sange fra Ilulissat
Sange fra Ilulissat er en ungdomsfilm fra 2010 instrueret af Lotte Andersen og Martin Kjeldsen.

## Handling
Unge grønlænderes drømme er ikke så forskellige fra unges drømme alle andre steder i verden, selvom deres omgivelser virker eksotiske for de fleste. I den smukke Sange fra Ilulissat følger vi en flok unge, som blandt andet håber på at blive lærer, frisør, danser eller noget ved musikken, og som forholder sig til deres helt særlige kulturarv og -baggrund.